# Flavio Crespi
Flavio Crespi (* 19. února 1980 Busto Arsizio, Varese) je bývalý italský reprezentant ve sportovním lezení, vítěz světového poháru, stříbrný medailista z Rock Masteru, mistr Itálie a juniorský mistr světa v lezení na obtížnost. Mistr Itálie v boulderingu a vicemistr Itálie v lezení na rychlost.

## Výkony a ocenění
- 2000-2009: čtyřikrát se účastnil mistrovství světa i Evropy, nejlépe skončil šestý a čtvrtý v lezení na obtížnost
- 2002-2009: sedm nominací na prestižní mezinárodní závody Rock Master v italském Arcu, kde získal stříbro
- 2002-2007: v závodech světového poháru získal dvaadvacet medailí a třikrát stál na stupni vítězů v celkovém hodnocení lezení na obtížnost (1/0/2), v roce 2004 si také odnesl stříbrnou medaili v celkovém hodnocení za kombinaci disciplín
- 2002-2007: šestinásobný mistr Itálie v lezení na obtížnost

### Závodní výsledky
| Arco Rock Master | Arco Rock Master | Arco Rock Master | Arco Rock Master | Arco Rock Master | Arco Rock Master | Arco Rock Master | Arco Rock Master |
| Rok              | 2002             | 2003             | 2004             | 2005             | 2006             | 2007             | 2009             |
| ---------------- | ---------------- | ---------------- | ---------------- | ---------------- | ---------------- | ---------------- | ---------------- |
| Obtížnost        | 5                | 9                | 6                | 4-5              | 4                | 2                | 11               |

| Mistrovství světa | Mistrovství světa | Mistrovství světa | Mistrovství světa | Mistrovství světa |
| Rok               | 2001              | 2005              | 2007              | 2009              |
| ----------------- | ----------------- | ----------------- | ----------------- | ----------------- |
| Obtížnost         | 36-39             | 16                | 6                 | 21                |
| Bouldering        | —                 | 37                | —                 | —                 |

| Světový pohár       | Světový pohár | Světový pohár     | Světový pohár      | Světový pohár          | Světový pohár                        | Světový pohár                  | Světový pohár    | Světový pohár                | Světový pohár         | Světový pohár       |
| Rok                 | 1998          | 2000              | 2001               | 2002                   | 2003                                 | 2004                           | 2005             | 2006                         | 2007                  | 2009                |
| ------------------- | ------------- | ----------------- | ------------------ | ---------------------- | ------------------------------------ | ------------------------------ | ---------------- | ---------------------------- | --------------------- | ------------------- |
| Obtížnost           | 31            | 24                | 21                 | 4                      | 11                                   | 3                              | 1                | 3                            | 5                     | 17-18               |
| jednotlivě* (7/5/5) | -, 35-37, 14  | -,32, 21,9, 38-39 | 24-26,-, 4,39-40,- | 15-16,, · , · 4,9-11,9 | 9,19,19,19, 4,12-14,13, 9-11,6,23-25 | 11,,9,4, · 6,9-10,5, · 7,36-39 | ,5,6, · ,9,, · , | 13-15,-5, · 8,,4,4, · 4,7,8, | ,4, · 7-8,7,, · ,6,21 | 24,17, 13,17, 16,17 |
|                     |               |                   |                    |                        |                                      |                                |                  |                              |                       |                     |
| Bouldering          | —             | —                 | —                  | 0                      | —                                    | 26                             | —                | —                            | —                     | —                   |
| jednotlivě          | —             | —                 | —                  | -,-,31                 | —                                    | -,18,12,-,-,-                  | —                | —                            | —                     | —                   |
|                     |               |                   |                    |                        |                                      |                                |                  |                              |                       |                     |
| Kombinace           |               |                   |                    |                        |                                      | 2                              | —                | —                            |                       |                     |

- poznámka: nalevo jsou poslední závody v roce

| Zimní armádní světové hry | Zimní armádní světové hry |
| Rok                       | 2010                      |
| ------------------------- | ------------------------- |
| Obtížnost                 | 3                         |

| Mistrovství Evropy | Mistrovství Evropy | Mistrovství Evropy | Mistrovství Evropy | Mistrovství Evropy |
| Rok                | 2000               | 2002               | 2004               | 2006               |
| ------------------ | ------------------ | ------------------ | ------------------ | ------------------ |
| Obtížnost          | 22-25              | 29-33              | 4                  | 20-21              |

| Mistrovství Itálie | Mistrovství Itálie | Mistrovství Itálie | Mistrovství Itálie | Mistrovství Itálie | Mistrovství Itálie | Mistrovství Itálie | Mistrovství Itálie | Mistrovství Itálie | Mistrovství Itálie | Mistrovství Itálie |
| Rok                | 1998               | 2000               | 2001               | 2002               | 2003               | 2004               | 2005               | 2006               | 2007               | 2009               |
| ------------------ | ------------------ | ------------------ | ------------------ | ------------------ | ------------------ | ------------------ | ------------------ | ------------------ | ------------------ | ------------------ |
| Obtížnost          | 2                  |                    | 2                  | 1                  | 1                  | 1                  | 1                  | 1                  | 1                  | 3                  |
| Rychlost           |                    |                    |                    |                    | 2                  |                    |                    |                    |                    |                    |
| Bouldering         | 1                  | 2                  |                    |                    |                    | 3                  | 3                  | 3                  |                    |                    |

| Mistrovství světa juniorů | Mistrovství světa juniorů | Mistrovství světa juniorů | Mistrovství světa juniorů | Mistrovství světa juniorů |
| Rok                       | 1995 kat. B               | 1997 kat. A               | 1998 junioři              | 1999 junioři              |
| ------------------------- | ------------------------- | ------------------------- | ------------------------- | ------------------------- |
| Obtížnost                 | 16                        | 15                        | 4                         | 1                         |

| Evropský pohár juniorů | Evropský pohár juniorů | Evropský pohár juniorů | Evropský pohár juniorů | Evropský pohár juniorů |
| Rok                    | 1996 kat. A            | 1997 kat. A            | 1998 junioři           | 1999 junioři           |
| ---------------------- | ---------------------- | ---------------------- | ---------------------- | ---------------------- |
| Obtížnost              | 10                     | 8                      | 1                      | 2                      |
| jednotlivě* (3/2/1)    | 9,8,10,20,-            | 5,9,7,7,15             | 6,,                    | -4,,                   |

- poznámka: nalevo jsou poslední závody v roce